# Nahuizalco
Nahuizalco es un distrito y cabecera municipal de Sonsonate Norte, localizado en el departamento de Sonsonate, El Salvador. De acuerdo al Censo de Población y Vivienda de 2024, tiene 55 641 habitantes.
| Censo | Población | Cambio | Porcentaje |
| ----- | --------- | ------ | ---------- |
| 2007  | 49 081    | N/D    | N/D        |
| 2024  | 55 641    | 6 560  | 13.4%      |

## Toponimia
El topónimo Nahuizalco proviene del idioma náhuat tiene los significados de «Cuatro Izalcos» o «Cuatro lugares de obsidiana».

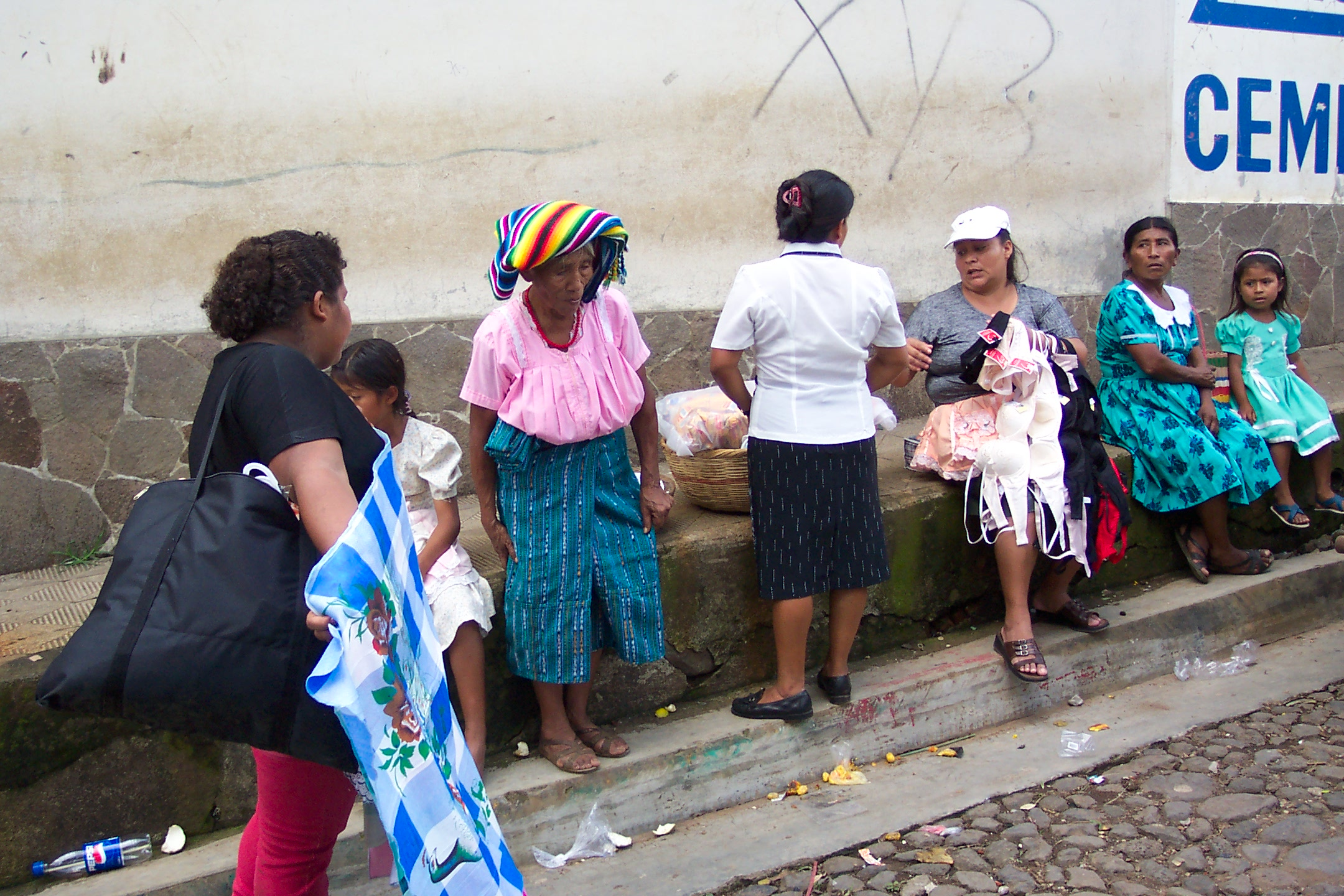
Una mujer indígena nahua con su vestimenta tradicional.

## Geografía física
El distrito cubre un área de 34,32 km² y la cabecera tiene una altitud de 540 m s. n. m.

## Alcalde
Hugo Ernesto Zavaleta, actual alcalde municipal del municipio de Sonsonate Norte, mientras el Jefe de Distrito es Miguel Ángel Tobar.

## Historia
Nahuizalco es un poblado de origen prehispánico. Originalmente fue habitado por pipiles, y en la época colonial la región perteneció a la Provincia de los Izalcos (que posteriormente pasaría a ser la alcaldía mayor de Sonsonate).   
En el 4 de julio de 1586, fray Alonso Ponce, durante su visita a los conventos franciscanos entre México y Nicaragua en calidad de comisario general de la Orden de San Francisco, pasó por Nahuizalco después de salir de Sonsonate. Según el fraile, el pueblo era una visita de la jurisdicción de los dominicos cuyo convento estaba asentado en Sonsonate desde 1570. Estimó el número de la población indígena en 200 personas. De Nahuizalco pasó a Salcoatitán.
En la Descripción Geográfico-Moral de la Diócesis de Goathemala [sic] hecha por el Arzobispo Pedro Cortés y Larraz del año 1771, se documenta a Nahuizalco. Era la cabecera del Curato de Nahuisalco [sic] que tenía como anexos los pueblos de Santa Catharina Mazahua, San Pedro Putzla, y Santo Domingo Huitzapam [sic], con una hacienda de Ganado. Según la descripción, el Pueblo de Nahuizalco tenía una población de "indios" de 825 familias con 2790 personas y una población "ladinos" de 41 familias con 190 personas. Durante la visita del Arzobispo, el curato estaba administrada por el cura Don Juan Feliz de Paredes ayudado por un coadjutor, Don Miguel Cazeres. Se cosechaba maíz, fréjoles "en abundancia", y "algunos ganados". Se describe que la vestimenta de las mujeres era de "solamente[...] un cotón ceñido a la cintura, que cubre hasta las rodillas", los hombres "un pedaso de trapo, o pañuelo, y nada mas", y que los jóvenes no usaban ropa. El idioma materno era el "Mexicano"  que se consideraba "no necesario" porque "casi todos (entendían), y hablan el castellano", pero se consideraba necesario "para la buena administración de algunos." 

### Después de la independencia
Entre 1821 y 1823 fue parte del Estado de Guatemala, y en 1824 formó parte del departamento de Sonsonate. En los años de la República Federal de Centro América, sus pobladores destacaron por el apoyo brindado a las campañas de Francisco Morazán.  
En el informe de mejoras materiales del departamento de Sonsonate hecho por el gobernador Teodoro Moreno en el 21 de junio de 1854, notó: "Se ha reedificado la iglesia parroquial y construido un dique de calicanto para cortar el curso de un barranco."
En el informe del 6 de septiembre el gobernador Tomás Medina, notó: "Se han compuesto los caminos de una manera duradera."
En el informe del 12 de octubre, el gobernador Tomás Medina, notó: "Se construyó un idque de calicanto en un barranco que amenazaba dividir aquel pueblo; de suerte que aquella obra cortará de raíz los perjuicios que eran consiguientes: se reparó el artesón de la iglesia, y se blanqueó por dentro y fuera. Las autoridades locales, constituidas en el deber de procurarse comodidades nuevas, se ocupan actualmente de acopiar madera y piedra para construir un Cabildo de 30 varas, en virtud de que el que existe se halla arruinado, y no presta las comodidades indispensables de cárceles etc. Los caminos se han compuesto de la mejor manera posible."
En el 11 de diciembre de 1859, se hizo un informe sobre varios eventos que habían ocurrido, éste pasó a ser publicado en la Gaceta Oficial del miércoles 14 de diciembre. En el 8 de diciembre, a las 8:30 p. m., ocurrió un terremoto que causó grandes daños y pérdidas. Se habían dañado muchas casas de teja; la iglesia y convento sufrieron daños considerables, la primera se hundió para dentro, el artesón y estructura de la capilla mayor solo quedó sin teja y algunas de las tijeras se habían desclavado, el remate de la portada y un campanario se vinieron abajo. El convento fue totalmente destruido, se cayeron trechos de pared por dentro y la teja se resbaló aunque las maderas no sufrieron tanto daño; el artesón se venció hacia el oriente, los trastes y muebles del cura quedaron aterrados. La sacristía quedó deshecha completamente y todos los ornamentos y alhajas quedaron aterrados. El edificio del cabildo no sufrió tanto, se cayeron los repellos, se dañaron la paredes y la teja se resbaló. Por la noche, el capitán comandante llegó con 30 soldados para resguardar los objetos de la iglesia y convento de saqueos. No fue hasta el día 9 por la mañana que se sacaron los ornamentos y alhajas. Al mismo tiempo el cura de la iglesia hizo una oración con los habitantes.
En el 10 de diciembre, a las 2:00 p. m., en la casa de Andrés Pais durante un casamiento, empezó un incendio que, bajo un fuerte viento norte, quemó en dentro de una hora 203 casas hacia el oriente, las autoridades lograron evitar que el fuego pase al centro de la población. Aunque no hubo muertes, todos quedaron viviendo "bajo los palos" y las autoridades se ocupaban de ver cómo alojar a los habitantes en las casas del centro mientras se hacen sus ranchos. Los vecinos de Sonzacate, el alcalde de Sonsonate y otros vecinos se presentaron en el cabildo como a las doce de la noche, mandados por el gobernador para auxiliarlos. El mayor de plaza llegó más temprano para ayudar al comandante de la villa. Posteriormente, el gobernador del departamento de Sonsonate, Miguel Saizar, puso en disposición de los pobladores las montañas de su hacienda Los Trozos para que tomen de ellas las maderas, vara y bejuco que necesitaban para la reedificación de las casas incendiadas. En respuesta, el señor Juan Flores de la municipalidad hizo un comunicado al editor de la Gaceta Oficial en el 20 de diciembre dándole las gracias al gobernador, este comunicado fue publicado en la gaceta del sábado 24 de diciembre.
Hacia 1856, según un informe municipal, la población era de 4983 habitantes.  
En el informe del gobernador del departamento de Sonsonate, Antonio Ipiña, hecho en el 25 de diciembre de 1865, se hizo nota de las siguientes obras públicas: Se hizo de nuevo la capilla mayor de su parroquia y compuso el convento, se continuaba cercando los solares de la población que aún no lo estaban y había conservado en buen estado su cabildo.
En enero de 1879, el gobierno de Rafael Zaldívar cedió 300 pesos para refaccionar la iglesia. En el 18 de abril de 1879 ocurrió un incendio que afectó a 278 casas de la población. El gobierno acordó un subsidio de mil pesos distribuidos por el gobernador, el cura párroco y el alcalde de Nahuizalco a presencia del enviado teniente coronel Anacleto Cañas en el 26 de abril, el dinero fue puesto a disposición de los afectados. En el 28 de abril la corporación municipal a cargo del alcalde Manuel Panche y la mayor parte del vecindario firmaron un acta de gracias al presidente Zaldívar por las ayudas recibidas.
En 1932 la localidad sufrió los estragos del Levantamiento Campesino. Años después le sería conferido el título de ciudad (1955). 
A iniciativa de los pueblos indígenas que han luchado por su reconocimiento, la Alcaldía de Nahuizalco emitió una Ordenanza Municipal sobre Derechos de las Comunidades Indígenas Asentadas en el Municipio de Nahuizalco (publicada en el Diario Oficial del 6 de julio de 2011, Núm.126 Tomo 392) constituyéndose en la primera normativa de este tipo en la historia de El Salvador.

## Cultura
El sitio destaca por la producción de artesanía elaborada con mimbre y tule, además de otros objetos de uso cotidiano. También existe la elaboración de imaginería.  Nahuizalco forma parte de la denominada «Ruta de las Flores», recorrido turístico que abarca poblaciones de Sonsonate y Ahuachapán.

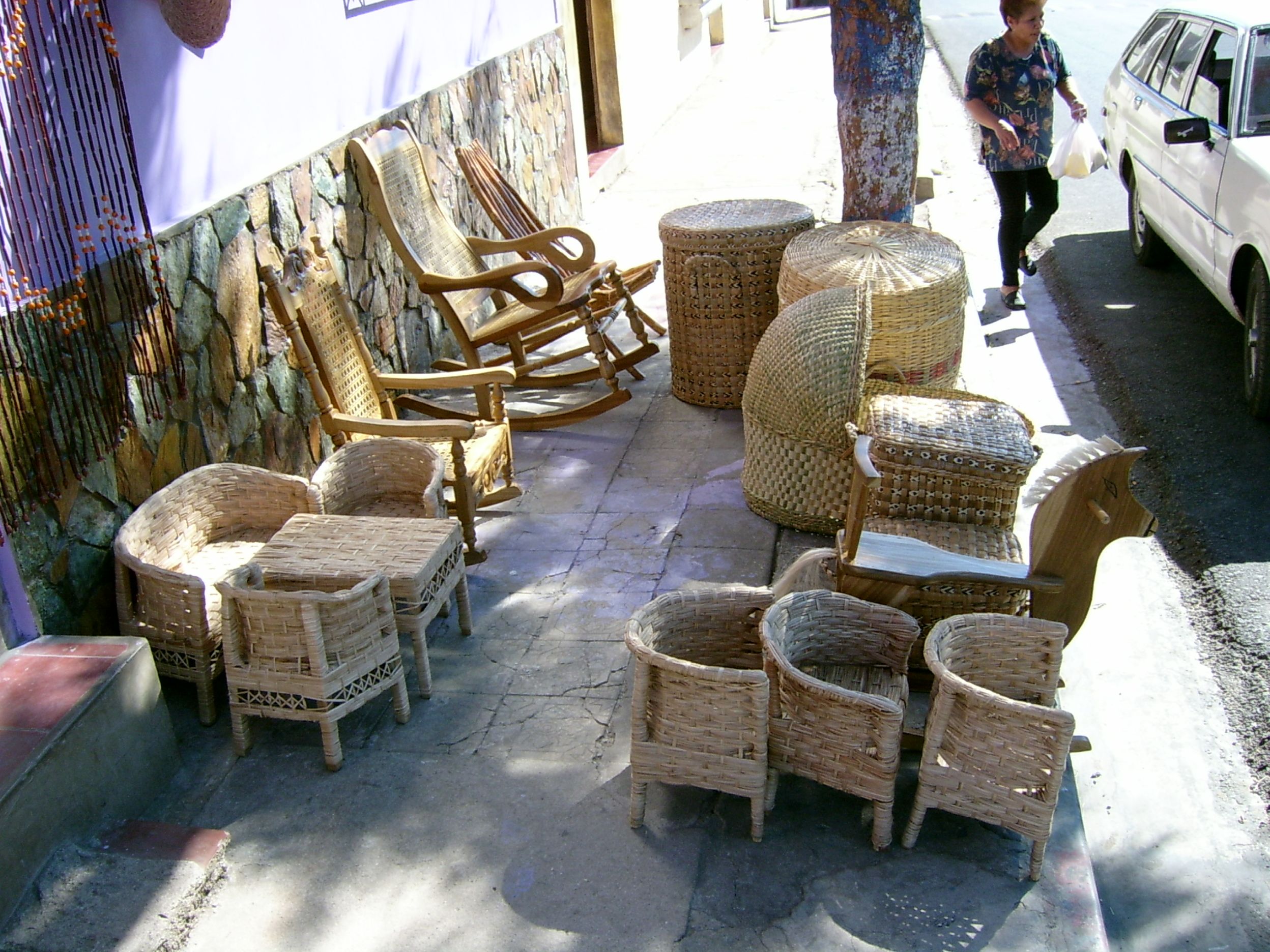
Muebles y canastos hechos de tule y madera en Nahuizalco.

### Cultura Náhuat hoy
Nahuizalco es uno de los últimos lugares donde unas pocas personas aún hablan el idioma Náhuat. En el marco de un proyecto financiado por la Fundación Círculo Solidario, en una escuela de Nahuizalco ahora se enseña náhuat como segunda lengua.

### Tierra de poetas
Esta es la tierra natal de Alfredo Alvarado Guerra fue un poeta salvadoreño de origen indígena nahua, el nació en Nahuizalco, en ese entonces una villa indígena de Sonsonate, el 6 de diciembre de 1913. El escribió poemas representativos para los nahuizalqueños. Uno de los poemas más conocidos de Alfredo Alvarado Guerra es “Nahuizalqueña”, aunque fue perseguido por defender a los indígenas y por ser indígena durante la Matanza del 1932. Otro poeta destacado de Nahuizalco fue Carlos Arturo Imendia, siendo una de sus más conocidos escritos el poema titulado: ‘’En mi cumpleaños’’.

### Fiestas patronales
Las fiestas patronales son celebradas del 19 al 25 de junio en honor de San Juan Bautista.

También se celebra la festividad dedicada a las virgen del Rosario en la segunda semana del mes de octubre; con una cofradía y qué, según la tradición se estableció la festividad por un juramento que hicieron los pobladores durante una azotada de cólera morbus en 1857.

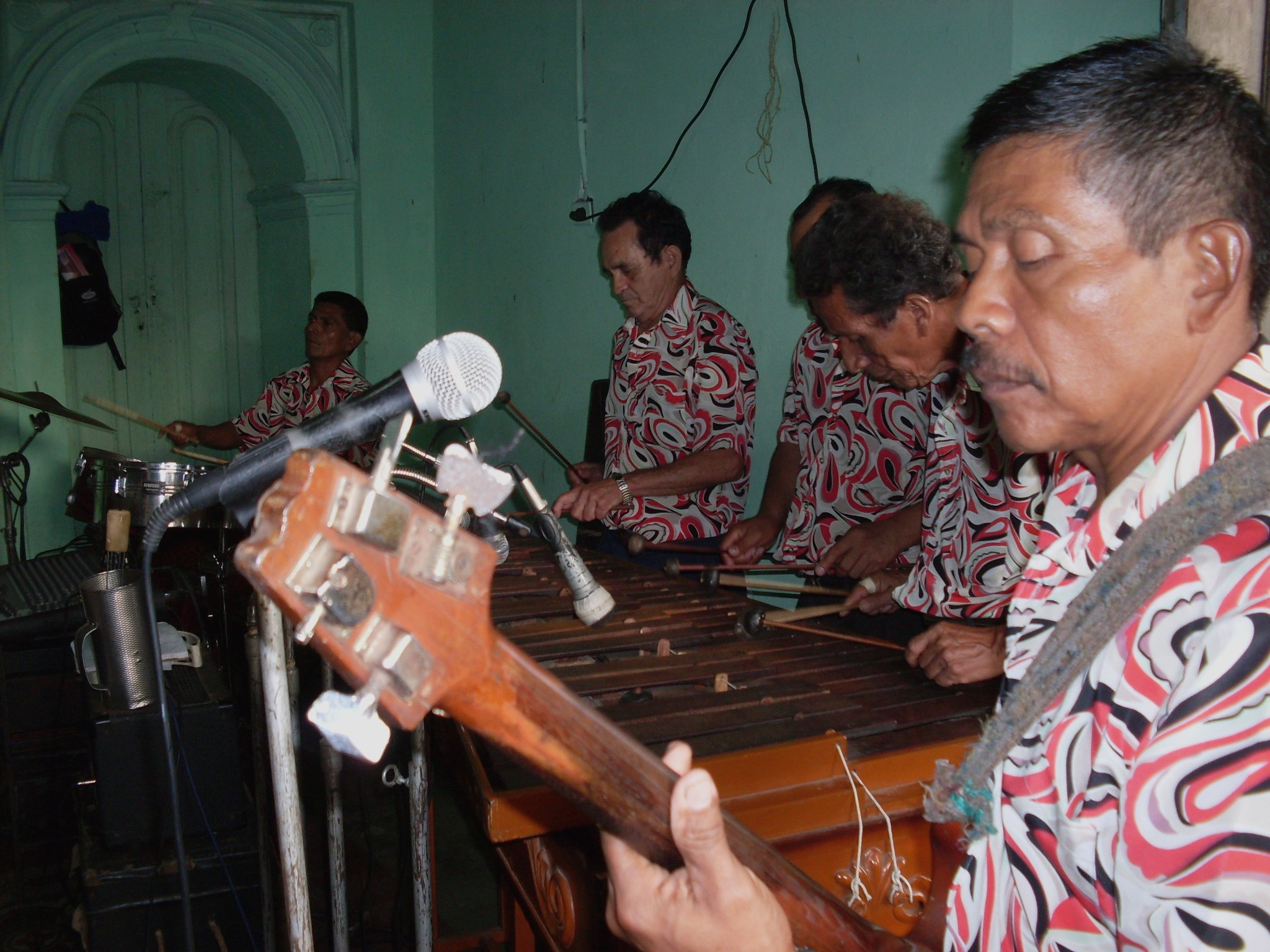
Conjunto musical durante la celebración de una cofradía local.
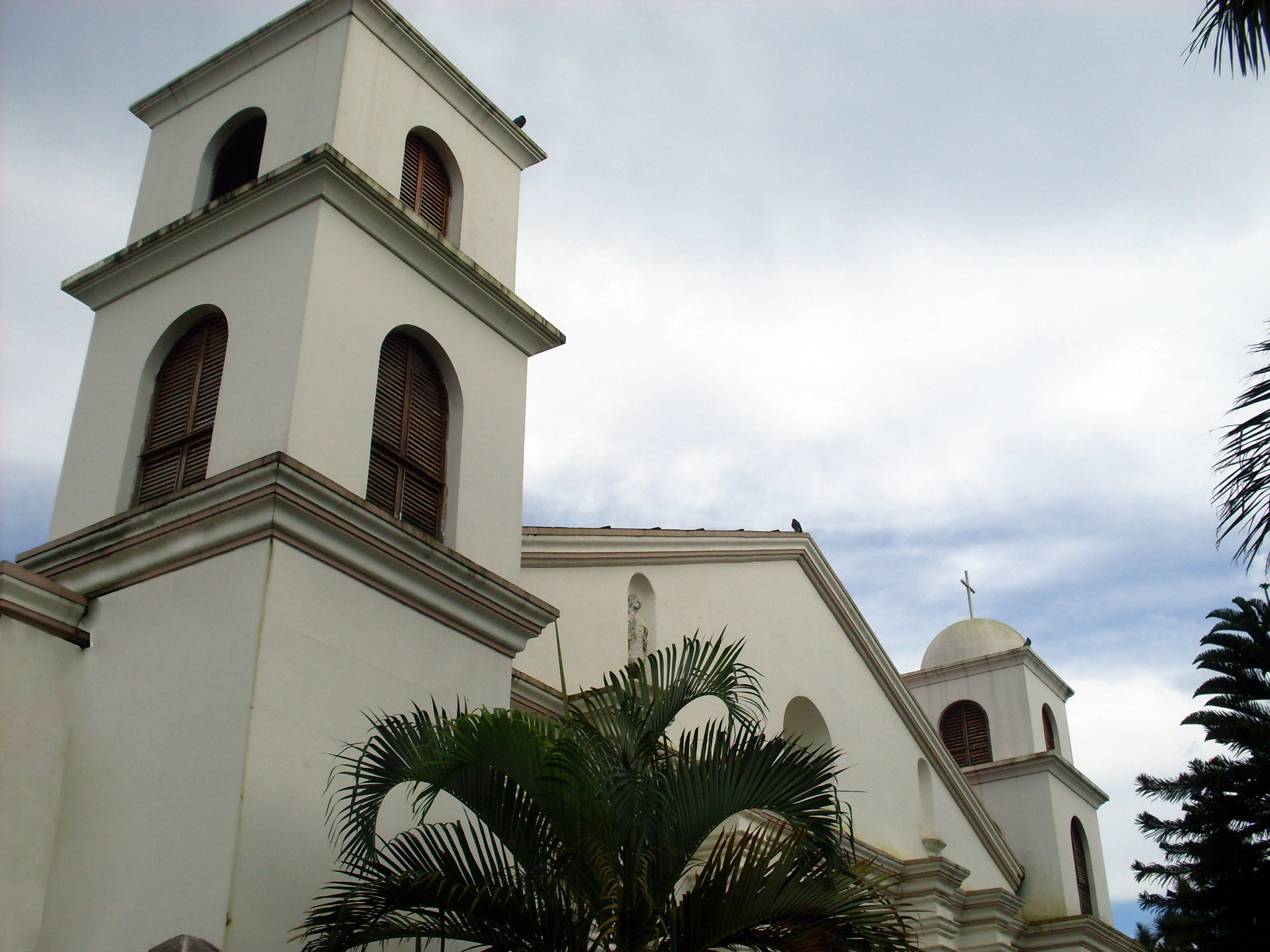
Iglesia de San Juan Bautista.

### Los Canchules de Nahuizalco
Dentro de las tradiciones más reconocidas de Nahuizalco se encuentra la conmemoración de los Canchules, realizada cada primero de noviembre, en la víspera del Día de los Difuntos o Día de Muertos. Esta tradición consiste en que los habitantes levantan altares, con fotografías de las personas ya fallecidas, adornándolos con flores, velas o frutas para recordar a sus familiares. 
Esta conmemoración es similar a los altares y los pidones de Izalco y a la Calabiuza de Tonacatepeque. Las tres tienen relación con los fallecidos y, además, mantienen un componente donde la comida es el punto principal. En los Canchules  y los Pidones se piden alimentos para entregar a los fallecidos y en la Calabiuza, se pide ayote en miel. 